# Jan Hendrik Hofmeyr (1845-1909)
Jan Hendrik Hofmeyr (Onze Jan) (Kaapstad, 4 juli 1845 - Londen, 16 oktober 1909) was een Zuid-Afrikaans politicus en journalist.

## Leven
Hofmeyr stichtte in  1878 de Zuidafrikaansche Boeren Beschermings Vereeniging (ZBBV). In 1882 werd hij voorzitter van de Afrikanerbond, waar de ZBBV in 1883 mee fuseerde. In 1879 werd Hofmeyr als parlementslid van de kiesafdeling Stellenbosch in het Kaapse parlement gekozen. Ook in politieke kringen ijverde Hofmeyr voor de belangen van de Afrikaanse gemeenschap, reden voor zijn publieke koosnaam Onze Jan. In het Kaapse parlement werd in juni 1882, mede op zijn instigatie, het Nederlands erkend als ambtelijke taal. 

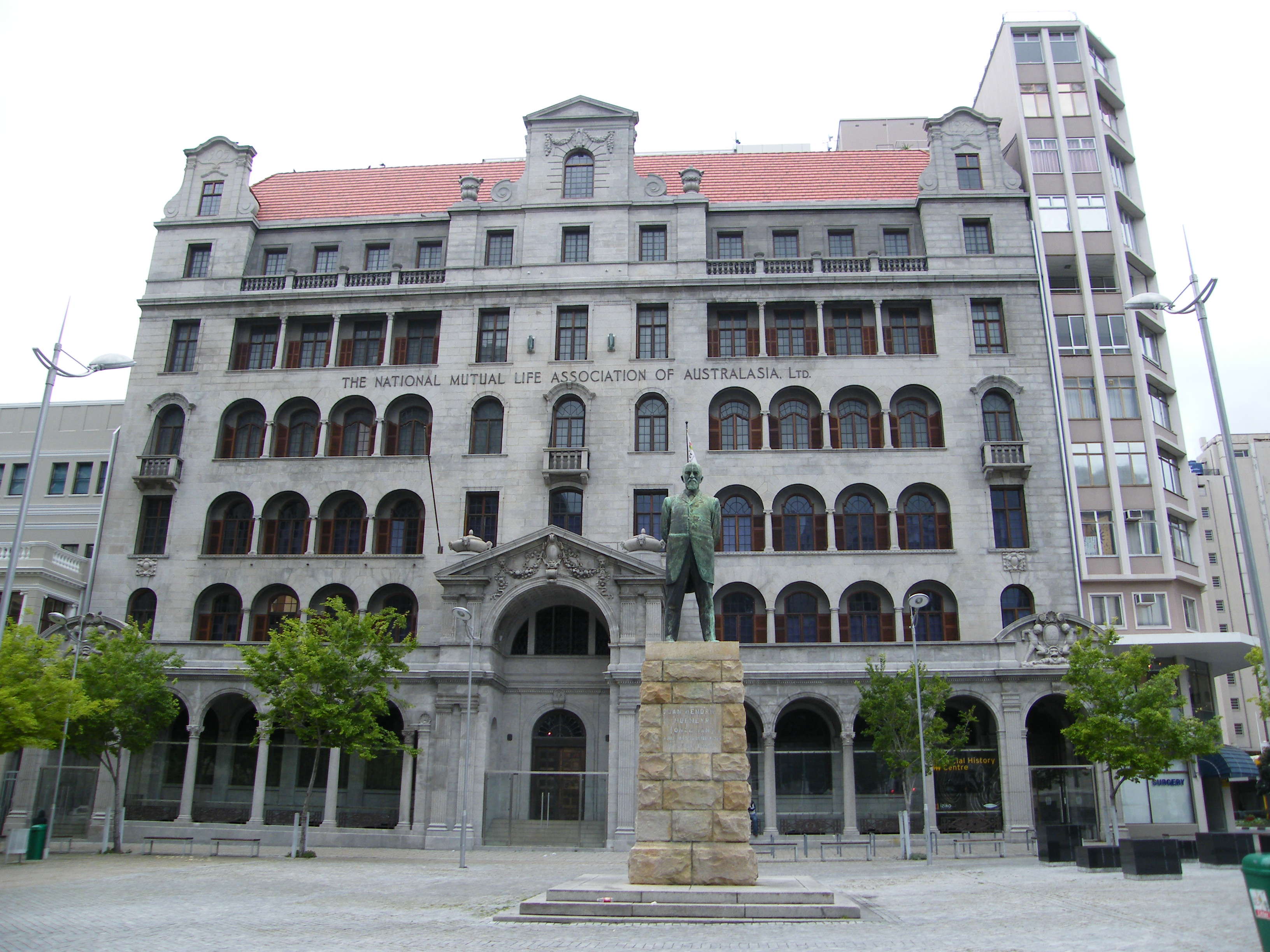
Standbeeld voor Onze Jan in Kaapstad

Hofmeyr was een groot ijveraar voor de Nederlandse taal. Hij zorgde mede voor het Nederlandse taalmonument in Burgersdorp in 1893 en hield in Stellenbosch in maart 1905 een lezing over het belang van het Nederlands in het openbare leven en het onderwijs.
Hofmeyr was journalist  bij de bladen De Zuid-Afrikaan, Ons Land en Het Zuid Afrikaansche Tijdschrift.
Ter nagedachtenis van Hofmeyr werd er in 1920 op het Kerkplein in Kaapstad een standbeeld van hem geplaatst.

## Publicatie
- J.H. Hofmeyr & F.W. Reitz: The life of Jan Hendrik Hofmeyr (Onze Jan). Cape Town, Van de Sandt de Villiers, 1913

- Gemeinsame Normdatei: 118774719
- International Standard Name Identifier: 0000 0003 9477 6813
- Nederlandse Thesaurus van Auteursnamen: 315938005
- SNAC: w6sf49rj
- Virtual International Authority File: 289288031
- WorldCat: E39PBJkD7hcxBtFghDq6JxmfMP